# ایرما سرانو
ایرما سرانو (اسپانیایی: Irma Serrano‎؛ ۹ دسامبر ۱۹۳۳ - ۱ مارس ۲۰۲۳) خواننده، ترانه‌سرا، هنرپیشه و سیاست‌مدار اهل مکزیک بود. او از خوانندگان مشهور سبک‌های رانچرا و کوریدو به‌شمار می‌رفت.